# Saison 2012-2013 de la Jeunesse sportive de Kabylie
Maillots
Chronologie
Saison précédente Saison suivante
Cet article traite de la saison 2012-2013 de la Jeunesse sportive de Kabylie. Il s'agit de sa cinquantième et unième saison sportive dans le football algérien, mais aussi sa soixantième et unième si l'on prend en compte ceux de la période coloniale. Les matchs se déroulent essentiellement en Championnat d'Algérie de football 2012-2013 (quarante-quatrième saison d'affilée dans l'élite)  mais aussi en Coupe d'Algérie de football 2012-2013 (sa quarante-neuvième participation). À noter également que le club ne participe pas à une compétition internationale pour la deuxième année consécutive.

## Bref rappel de la saison dernière (2011-2012)
La JS Kabylie, au début de la saison 2011-2012 sortait d'une saison extrêmement compliquée qui l'avait vu échapper de justesse encore une fois à la relégation. Elle disputa donc le championnat d'Algérie, un championnat à seize clubs il s'agissait de la deuxième saison de l'ère professionnel du football algérien. La saison en championnat débuta le 10 septembre 2011 et se conclut cette fois-ci dans les temps le 19 mai 2012. La JSK termina l'exercice dominé par l'ES Sétif (qui réalisa le deuxième doublée Coupe-Championnat de son histoire), péniblement à la neuvième place du classement, ce qui représente sa troisième plus mauvaise performance dans l'élite.
En Coupe d'Algérie ce ne fut guère mieux, le tirage qui l'avait pourtant épargné ne lui permit pas d'aller aussi loin que la saison précédente. En effet pour rappel, la JS Kabylie qui était tenante du titre s'était imposer en finale face à l'USM El Harrach un but à zéro. Elle perdra finalement son titre en huitième de finale de la compétition face à l'USM Alger sur le même score d'un but à zéro, mais à l'issue de la prolongation.
Sur le plan international, les dirigeants décidèrent de faire l'impasse sur la Coupe de la confédération. La saison précédente le club avait là aussi réussi à se qualifier dans la poule des quarts de finale de l'édition 2011; néanmoins les nombreux reports de matchs avaient contraint la JSK à jouer sans arrêt avec une fin de championnat insolite qui se déroula à une date inhabituelle, un onze juillet. La suite nous la connaissons, le président de la JSK ne sachant que faire venait déjà de consommer deux entraîneurs. Il en engagea un troisième, ancien du club en la personne de Moussa Saïb. Celui-ci se révélant très vite incompétent fut limogé aussitôt trois défaites dans la compétition africaine. La JS Kabylie réalisa un triste record, durant toute la phase de poule des quarts de finale de la compétition puisqu'elle enchaîna six défaites consécutives ce qui la plaça dernière de ce groupe. Durant toute cette phase elle ne marqua qu'un seul but et en encaissa neuf, elle avait pourtant fonder de grands espoirs, tant son statut de favorite en raison de son bon parcours en ligue des champions l'année précédente, augurait pourtant un succès finale. Afin donc d'éviter à nouveau cette mésaventure née à la fois de la mauvaise gestion de l'effectif et des reports de matchs interminables, les dirigeants déclarèrent donc forfait général pour se concentrer uniquement sur le championnat, ce qui ne fut pas une grande réussite.
La saison fut très moyenne pour ne pas dire catastrophique. La perte du titre en Coupe d'Algérie et un classement anonyme en fin de championnat signifie bien la fin d'une période faste et dorée débutée en 1999, où le club avait réussi sur le plan continentale le gain de trois titres africains en plus d'une demi-finale de ligue des champions. De cette époque on retient aussi la réussite et les bons résultats du club sur le plan national avec le gain de trois titres de champion (dix fois sur le podium) et une Coupe d'Algérie (plus deux finales).
Cette saison confirme bien la fin d'un cycle de bons résultats du club puisque ni sur la scène continentale, ni sur la scène nationale pour la première fois depuis la saison 1996-1997, le club n'obtient de bons résultats quelle que soit la compétition. Il faut tout reconstruire à nouveau.

## Effectif professionnel
Effectif de la JS Kabylie pour la saison 2012-2013 en Championnat d'Algérie et en Coupe d'Algérie.

## Championnat d'Algérie

### Phase aller
| Dates             | Horaires      | Journées    | Adversaires           | Lieux des rencontres                       | Scores | Buts JSK                                       | Références           |
| ----------------- | ------------- | ----------- | --------------------- | ------------------------------------------ | ------ | ---------------------------------------------- | -------------------- |
| 10 septembre 2012 | 16 h 00 UTC+1 | 1re journée | USM El Harrach        | Stade du 1er-Novembre-1954 (Alger)         | 1-0    | -                                              | [ Rapport match 1 ]  |
| 18 septembre 2012 | 18 h 00 UTC+1 | 2e journée  | WA Tlemcen            | Stade du 1er-Novembre-1954 (Tizi Ouzou)    | 3-0    | Benchérifa 15e, Mekaoui 46e, Maroci 81e (pen.) | [ Rapport match 2 ]  |
| 22 septembre 2012 | 16 h 00 UTC+1 | 3e journée  | JS Saoura             | Stade du 20-août-1955 (Béchar)             | 2-1    | Benchérifa 15e                                 | [ Rapport match 3 ]  |
| 29 septembre 2012 | 18 h 00 UTC+1 | 4e journée  | MC Oran               | Stade du 1er-Novembre-1954 (Tizi Ouzou)    | 0-0    | -                                              | [ Rapport match 4 ]  |
| 7 octobre 2012    | 18 h 00 UTC+1 | 5e journée  | ASO Chlef             | Stade Mohamed-Boumezrag (Chlef)            | 0-2    | Messadia 53e, Bouaiche 57e                     | [ Rapport match 5 ]  |
| 16 octobre 2012   | 17 h 45 UTC+1 | 6e journée  | JSM Béjaïa            | Stade du 1er-Novembre-1954 (Tizi Ouzou)    | 2-1    | Rial 37e, Messaâdia 45e                        | [ Rapport match 6 ]  |
| 30 octobre 2012   | 18 h 00 UTC+1 | 7e journée  | USM Alger             | Stade Omar Hamadi (Alger)                  | 1-0    | -                                              | [ Rapport match 7 ]  |
| 23 octobre 2012   | 18 h 00 UTC+1 | 8e journée  | CR Belouizdad         | Stade du 1er-Novembre-1954 (Tizi Ouzou)    | 0-1    | -                                              | [ Rapport match 8 ]  |
| 3 novembre 2012   | 17 h 45 UTC+1 | 9e journée  | CS Constantine        | Stade Mohamed-Hamlaoui (Constantine)       | 1-2    | Rial 61e, Messaâdia 84e                        | [ Rapport match 9 ]  |
| 10 novembre 2012  | 18 h 00 UTC+1 | 10e journée | MC Alger              | Stade du 1er-Novembre-1954 (Tizi Ouzou)    | 0-1    | -                                              | [ Rapport match 10 ] |
| 17 novembre 2012  | 15 h 00 UTC+1 | 11e journée | USM Bel-Abbès         | Stade du 24 février 1956 (Sidi Bel-Abbès)  | 1-0    | -                                              | [ Rapport match 11 ] |
| 23 novembre 2012  | 16 h 00 UTC+1 | 12e journée | CA Bordj Bou Arreridj | Stade du 20 août 1955 (Bordj Bou Arreridj) | 1-0    | -                                              | [ Rapport match 12 ] |
| 1er décembre 2012 | 18 h 00 UTC+1 | 13e journée | ES Sétif              | Stade du 1er-Novembre-1954 (Tizi Ouzou)    | 1-1    | Hanifi 89e                                     | [ Rapport match 13 ] |
| 8 décembre 2012   | 18 h 00 UTC+1 | 14e journée | MC El Eulma           | Stade Messaoud Zougar (El Eulma)           | 0-1    | Benchérifa 78e                                 | [ Rapport match 14 ] |
| 2 décembre 2012   | 15 h 00 UTC+1 | 15e journée | CA Batna              | Stade du 1er-Novembre-1954 (Tizi Ouzou)    | 1-0    | Mokdad 25e                                     | [ Rapport match 15 ] |

### Classement à la trêve hivernale
Le classement est établi sur le barème de points classique (victoire à 3 points, match nul à 1, défaite à 0).
mis à jour le 25 décembre 2012
| Rang | Équipe                  | Pts | J  | G | N | P | Bp | Bc | Diff |
| ---- | ----------------------- | --- | -- | - | - | - | -- | -- | ---- |
| 1    | ES Sétif T              | 31  | 15 | 9 | 4 | 2 | 25 | 8  | +17  |
| 2    | USM El Harrach          | 30  | 15 | 9 | 3 | 3 | 19 | 10 | +9   |
| 3    | USM Alger C             | 27  | 15 | 8 | 3 | 4 | 23 | 8  | +15  |
| 4    | MC Alger                | 27  | 15 | 7 | 6 | 2 | 16 | 9  | +7   |
| 5    | JSM Béjaïa              | 25  | 15 | 7 | 4 | 4 | 17 | 12 | +5   |
| 6    | MC El Eulma             | 22  | 15 | 5 | 7 | 3 | 16 | 10 | +6   |
| 7    | CS Constantine          | 21  | 15 | 5 | 6 | 4 | 17 | 13 | +4   |
| 8    | JS Saoura P             | 20  | 15 | 5 | 5 | 5 | 11 | 9  | +2   |
| 9    | JS Kabylie              | 20  | 15 | 6 | 2 | 7 | 13 | 11 | +2   |
| 10   | CR Belouizdad           | 19  | 15 | 4 | 7 | 4 | 12 | 13 | -1   |
| 11   | CA Bordj Bou Arreridj P | 18  | 15 | 4 | 6 | 5 | 11 | 12 | -1   |
| 12   | ASO Chlef               | 16  | 15 | 3 | 7 | 5 | 9  | 15 | -6   |
| 13   | MC Oran                 | 14  | 15 | 3 | 5 | 7 | 14 | 22 | -8   |
| 14   | WA Tlemcen              | 12  | 15 | 3 | 3 | 9 | 6  | 22 | -16  |
| 15   | USM Bel-Abbès P         | 10  | 15 | 2 | 4 | 9 | 6  | 23 | -17  |
| 16   | CA Batna                | 10  | 15 | 2 | 4 | 9 | 8  | 26 | -18  |

Qualifications africaines
Ligue des champions de la CAF 2014
- 1er : premier tour
- 2e : tour préliminaire

Coupe de la confédération 2014
Coupe de l'UAFA 2014
Relégation
- 14e, 15e et 16e : relégation en Ligue 2

Abréviations
T : Tenant du titre

C : Vainqueur de la Coupe d'Algérie 2012-13

P : Promus de la Ligue 2 2011-12
À l'issue de cette première partie de saison, la JS Kabylie occupe une anecdotique neuvième place en totalisant six victoires, deux nuls pour sept défaites. On observe une certaine régularité dans sa médiocrité depuis trois ans, période durant laquelle le club semble abonné au milieu et bas de tableau. En revanche l'ES Sétif tenant du titre est l'actuel leader du championnat et possède un écart important de onze points.

### Phase retour
| Dates           | Horaires      | Journées    | Adversaires           | Lieux des rencontres                    | Scores | Buts JSK                    | Références           |
| --------------- | ------------- | ----------- | --------------------- | --------------------------------------- | ------ | --------------------------- | -------------------- |
| 15 janvier 2013 | 15 h 00 UTC+1 | 16e journée | USM El Harrach        | Stade du 1er-Novembre-1954 (Tizi Ouzou) | 0-1    | -                           | [ Rapport match 16 ] |
| 19 janvier 2013 | 15 h 00 UTC+1 | 17e journée | WA Tlemcen            | Complexe sportif Akid Lotfi (Tlemcen)   | 3-1    | Mokdad 87e (pen.)           | [ Rapport match 17 ] |
| 26 janvier 2013 | 15 h 00 UTC+1 | 18e journée | JS Saoura             | Stade du 1er-Novembre-1954 (Tizi Ouzou) | 2-0    | Challali 23e, Maïza 75e     | [ Rapport match 18 ] |
| 2 février 2013  | 18 h 00 UTC+1 | 19e journée | MC Oran               | Stade Ahmed-Zabana (Oran)               | 1-1    | Maïza 45e                   | [ Rapport match 19 ] |
| 8 février 2013  | 15 h 00 UTC+1 | 20e journée | ASO Chlef             | Stade du 1er-Novembre-1954 (Tizi Ouzou) | 1-0    | Challali 50e                | [ Rapport match 20 ] |
| 19 février 2013 | 15 h 00 UTC+1 | 21e journée | JSM Béjaïa            | Stade de l'Unité Maghrébine (Béjaïa)    | 2-2    | Belkalem 42e, Messaâdia 45e | [ Rapport match 21 ] |
| 23 février 2013 | 15 h 00 UTC+1 | 22e journée | USM Alger             | Stade du 1er-Novembre-1954 (Tizi Ouzou) | 1-0    | Belkalem 45e                | [ Rapport match 22 ] |
| 9 mars 2013     | 15 h 00 UTC+1 | 23e journée | CR Belouizdad         | Stade du 20-août-1955 (Alger)           | 1-1    | Mokdad 35e                  | [ Rapport match 23 ] |
| 19 mars 2013    | 15 h 00 UTC+1 | 24e journée | CS Constantine        | Stade du 1er-Novembre-1954 (Tizi Ouzou) | 1-1    | Challali 26e                | [ Rapport match 24 ] |
| 6 avril 2013    | 18 h 00 UTC+1 | 25e journée | MC Alger              | Stade du 5 juillet 1962 (Alger)         | 3-1    | Rial 58e (pen.)             | [ Rapport match 25 ] |
| 19 avril 2013   | 15 h 00 UTC+1 | 26e journée | USM Bel-Abbès         | Stade du 1er-Novembre-1954 (Tizi Ouzou) | 2-1    | Maroci 2e, Challali 52e     | [ Rapport match 26 ] |
| 4 mai 2013      | 16 h 00 UTC+1 | 27e journée | CA Bordj Bou Arreridj | Stade du 1er-Novembre-1954 (Tizi Ouzou) | 2-0    | Mokdad 56e, Messadia 71e    | [ Rapport match 27 ] |
| 11 mai 2013     | 16 h 00 UTC+1 | 28e journée | ES Sétif              | Stade du 8 mai 1945 (Sétif)             | 4-1    | Messadia 27e                | [ Rapport match 28 ] |
| 18 mai 2013     | 17 h 00 UTC+1 | 29e journée | MC El Eulma           | Stade du 1er-Novembre-1954 (Tizi Ouzou) | 1-1    | Messadia 81e                | [ Rapport match 29 ] |
| 21 mai 2013     | 16 h 00 UTC+1 | 30e journée | CA Batna              | Stade du 1er-Novembre-1954 (Batna)      | 2-2    | Messadia 1re et 61e         | [ Rapport match 30 ] |

### Classement final
| Rang | Équipe                  | Pts | J  | G  | N  | P  | Bp | Bc | Diff |
| ---- | ----------------------- | --- | -- | -- | -- | -- | -- | -- | ---- |
| 1    | ES Sétif T              | 59  | 30 | 18 | 5  | 7  | 55 | 27 | +28  |
| 2    | USM El Harrach          | 57  | 30 | 17 | 6  | 7  | 38 | 22 | +16  |
| 3    | CS Constantine          | 52  | 30 | 13 | 13 | 4  | 37 | 20 | +17  |
| 4    | USM Alger C             | 51  | 30 | 15 | 6  | 9  | 32 | 15 | +17  |
| 5    | MC Alger -3             | 50  | 30 | 15 | 8  | 7  | 33 | 24 | +9   |
| 6    | CR Belouizdad           | 44  | 30 | 11 | 11 | 8  | 32 | 26 | +6   |
| 7    | JS Kabylie              | 41  | 30 | 11 | 8  | 11 | 32 | 31 | +1   |
| 8    | MC El Eulma             | 40  | 30 | 9  | 13 | 8  | 29 | 27 | +2   |
| 9    | JS Saoura P             | 38  | 30 | 10 | 8  | 12 | 28 | 26 | +2   |
| 10   | ASO Chlef               | 38  | 30 | 10 | 8  | 12 | 26 | 29 | -3   |
| 11   | JSM Béjaïa              | 38  | 30 | 9  | 11 | 10 | 28 | 32 | -4   |
| 12   | MC Oran                 | 34  | 30 | 8  | 10 | 12 | 33 | 41 | -8   |
| 13   | CA Bordj Bou Arreridj P | 33  | 30 | 7  | 12 | 11 | 20 | 26 | -6   |
| 14   | CA Batna                | 26  | 30 | 6  | 8  | 16 | 20 | 46 | -26  |
| 15   | WA Tlemcen              | 24  | 30 | 6  | 6  | 18 | 19 | 43 | -24  |
| 16   | USM Bel-Abbès P         | 22  | 30 | 5  | 7  | 18 | 18 | 45 | -27  |

Qualifications africaines
Ligue des champions de la CAF 2014
- 1er : premier tour
- 2e : tour préliminaire

Coupe de la confédération 2014
Coupe de l'UAFA 2014
Relégation
- Relégation en Ligue 2

Abréviations
T : Tenant du titre

C : Vainqueur de la Coupe d'Algérie 2012-13

P : Promus de Ligue 2 2011-12

-3 : 3 points de pénalité
À la fin du championnat, la JS Kabylie occupe la septième place du classement : onze victoires, huit nuls et onze défaites. C'est légèrement mieux que la saison passée où elle avait terminé au neuvième rang mais ne se qualifie toutefois pas pour une compétition internationale et cela pour la troisième année consécutive. En revanche, l'ES Sétif tenant du titre conserve son bien avec deux points d'avance sur l'USM El Harrach et fait mieux que l'an passé où elle ne devait son titre qu'à la règle du goal average particulier. Enfin, signalons la pénalité de trois point reçue par le MC Alger qui ne s'était pas présenté lors du dernier match et qui glisse de la troisième à la cinquième place du classement.

## Coupe d'Algérie
Parcours en Coupe d'Algérie de football
| Dates            | Horaires      | Tours           | Adversaires  | Lieux des rencontres                    | Scores               | Buts JSK                          | Références           |
| ---------------- | ------------- | --------------- | ------------ | --------------------------------------- | -------------------- | --------------------------------- | -------------------- |
| 14 décembre 2012 | 15 h 00 UTC+1 | 1/32e de finale | NARB Réghaïa | Stade du 1er-Novembre-1954 (Tizi Ouzou) | 3-1 (a.p)            | Hanifi 34e, Messaâdia 92e et 114e | [ Rapport match 31 ] |
| 28 décembre 2012 | 16 h 00 UTC+1 | 1/16e de finale | MC Alger     | Stade du 5 juillet 1962 (Alger)         | 0-0 puis 7-6 (t.a.b) | -                                 | [ Rapport match 32 ] |

Buteurs en Coupe d'Algérie

## Buteurs
| No.       | Nat.                 | Player                   | Pos.      | L 1 | AC | TOTAL |
| --------- | -------------------- | ------------------------ | --------- | --- | -- | ----- |
| 99        | Drapeau de l'Algérie | Ahmed Messadia           | FW        | 9   | 2  | 11    |
| 10        | Drapeau de l'Algérie | Abdelmalek Mokdad        | MF        | 4   | 0  | 4     |
| 11        | Drapeau de l'Algérie | Mohamed Chalali          | FW        | 4   | 0  | 4     |
| 5         | Drapeau de l'Algérie | Ali Rial                 | DF        | 3   | 0  | 3     |
| 22        | Drapeau de l'Algérie | Mohamed Walid Bencherifa | DF        | 3   | 0  | 3     |
| 4         | Drapeau de l'Algérie | Adel Maïza               | DF        | 2   | 0  | 2     |
| 21        | Drapeau de l'Algérie | Essaïd Belkalem          | DF        | 2   | 0  | 2     |
| 8         | Drapeau de l'Algérie | Tayeb Maroci             | MF        | 2   | 0  | 2     |
| 17        | Drapeau de l'Algérie | Salim Hanifi             | FW        | 1   | 1  | 2     |
| 18        | Drapeau de l'Algérie | Djamel Bouaïcha          | FW        | 2   | 0  | 2     |
| Own Goals | Own Goals            | Own Goals                | Own Goals | 0   | 0  | 0     |
| Totals    | Totals               | Totals                   | Totals    | 32  | 3  | 35    |

## Sources
Sur le club
(fr) Site Officiel de la JS Kabylie
Presses et médias sportifs
(fr) Site internet sur le football algérien: DZFOOT
(fr) Site internet du quotidien sportif Competition
(ar) Site du quotidien sportif Elheddaf
(fr) Site internet du quotidien sportif Lebuteur
(fr) Site internet du quotidien sportif Maracana
Instances du football
(fr) Site internet de la Fédération Algérienne de Football
(fr) Site internet de la Ligue National de Football Professionnel
(fr) Site internet de la Confédération Africaine de Football

## Voir également
- Jeunesse sportive de Kabylie